# Kiran Badloe
Kiran Badloe, né le 13 septembre 1994, est un véliplanchiste néerlandais.

## Biographie
En 2021, il devient champion olympique de planche à voile aux jeux olympiques de Tokyo, médaille déjà assurée sans attendre la medal race.

## Palmarès

### Championnats du Monde
- Médaille de bronze de RS:X en 2016 à Eilat ( Israël).
- Médaille d'argent de RS:X en 2018 à Aarhus ( Danemark).
- Médaille d'or de RS:X en 2019 à Nago-Torbole ( Italie).
- Médaille d'or de RS:X en 2020 à Sorrento ( Australie).

### Championnats d'Europe
- Médaille d'or de RS:X en 2021 à Vilamoura ( Portugal).
- Médaille d'or de RS:X en 2019 à Majorque ( Espagne).
- Médaille de bronze de RS:X en 2020 à Vilamoura ( Portugal).